# Teatro Apolo (Lisboa)

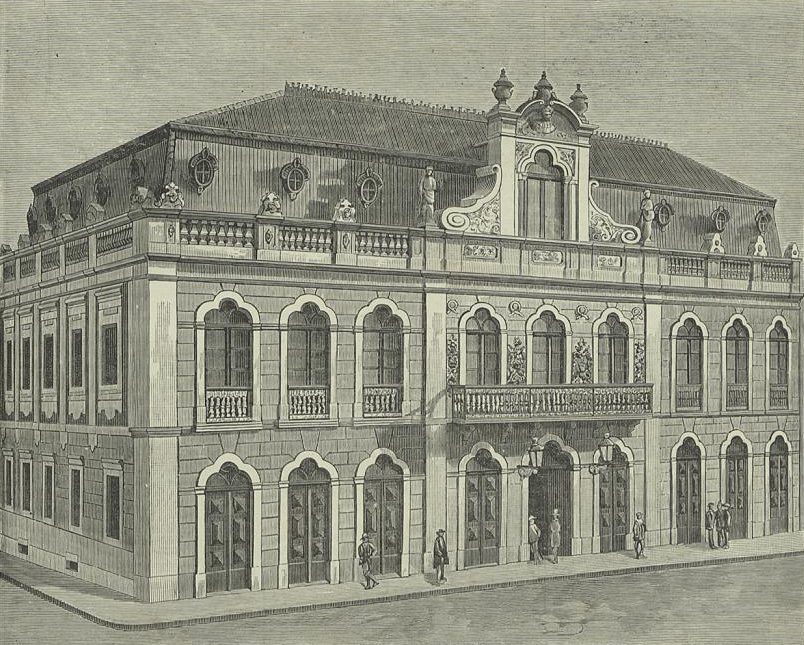
O Theatro do Principe Real, em gravura publicada em 1884

O Teatro Apolo inicialmente designado Teatro do Príncipe Real foi um teatro inaugurado em 1866 em Lisboa. Situado na freguesia de Santa Justa, foi edificado em homenagem ao rei D. Carlos e em 1910 com a queda da monarquia o seu nome foi alterado para Teatro Apolo. Em 1957 o teatro acabou por ser demolido.

## Algumas Peças de Teatro
- O Caracol da Graça (1927)
- Zé dos Pacatos (1934)
- Aquela Santa Senhora (1947)
- Filipe II (1949)
- A Sogra de Luís XIV (1949)
- Aguenta-te, Zé! (1951)
- Lisboa Antiga (1953)
- Mãos no Ar (1954)
- A Irmã de S. Suplício (1954)